# オーダシティ (護衛空母)
|            | |
| 艦歴       | |
| 発注       | |
| 起工       | |
| 進水       | 1939年3月29日                                                                                           |
| 就役       | 1941年6月20日                                                                                           |
| 退役       | |
| 除籍       | |
| その後     | 1941年12月21日に戦没                                                                                    |
| 前級       | なし |
| 次級       | アクティヴィティ (護衛空母)                                                                             |
| 性能諸元   | |
| 排水量     | 基準：5,540トン 満載：11,000トン                                                                        |
| 全長       | 144.8m 水線長：142.4m                                                                                   |
| 全幅       | 17.1m                                                                                                   |
| 吃水       | 8.4m |
| 飛行甲板長 | 140.2m×18.3m                                                                                            |
| 機関       | MAN社製7気筒ディーゼル2基1軸推進                                                                        |
| 最大出力   | 5,200shp                                                                                                |
| 最大速力   | 15ノット                                                                                                |
| 航続性能   | 14.5ノット/12,000海里                                                                                   |
| 燃料       | 重油：不明、航空機燃料：46トン                                                                          |
| 乗員       | 不明 |
| 兵装       | Mk.V 10.2cm（45口径）単装高射砲1基 Mk.VIII 4cm（39口径）連装機関砲4基 エリコン20mm（70口径）単装機銃4基 |
| 搭載機     | 6-8機                                                                                                   |

オーダシティ（HMS Audacity, D10）は、連合国軍が第二次世界大戦で運用した航空母艦で、イギリス海軍にとって初の護衛空母である。元は1939年にブレーマー・フルカン造船所で竣工したドイツ商船「ハノーファー（Hannover）」で、世界大戦勃発後1940年（昭和15年）3月にイギリス海軍が鹵獲した。本船は船名を幾度か変更され、イギリスの貨物船として運用された。その後、海軍が飛行甲板を増設し、補助空母に改造された。艦載機は、アメリカ合衆国より供与されたマートレット（F4F艦上戦闘機のイギリス仕様）。エレベーターや格納庫もなく、搭載機は飛行甲板に露天繋止という、MACシップに近い簡易空母（特設空母、補助空母）であった。
1941年（昭和16年）6月下旬に就役し、9月より大西洋攻防戦において船団護衛と対潜戦に従事する。HG76船団を護衛中の同年12月21日、Uボートの魚雷攻撃により沈没した。本艦は撃沈されたがHG76船団はドイツ海軍の群狼作戦を撃退して勝利したとみなされ、護衛空母と、マートレットの価値を証明した。

## 艦歴

### 空母改造前

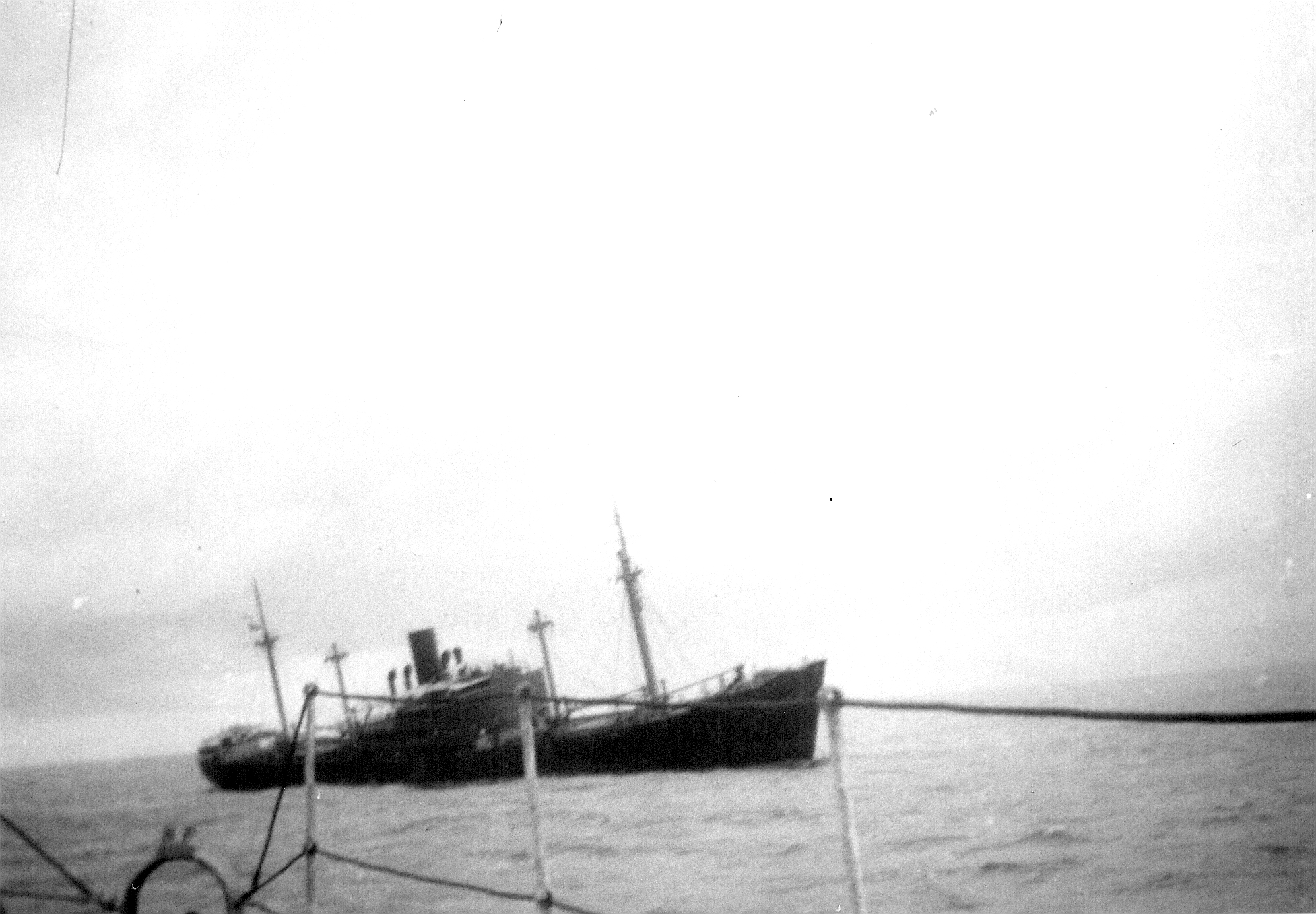
1940年5月6日、曳航される「ハノーファー」。

「ハノーファー」は北ドイツ・ロイド・ラインの貨客船で、フェーゲザックのブレーメン・ヴァルカンで建造された。1937年（昭和12年）3月29日に進水し、1939年（昭和14年）5月10日に竣工した。
「ハノーファー」は封鎖突破船として1940年（昭和15年）3月5日にキュラソー島から出航したが、3月7から8日の夜にモナ海峡でイギリス軽巡洋艦「ダニーディン」とカナダ駆逐艦「アシニボイン」に捕捉された。「ハノーファー」は火災が消火され海水弁が締められた後、ジャマイカへと曳航された。
「ハノーファー」は「シンドバッド (Sinbad) 」と改名され、次いでOcean boarding vesselに改装されて「エンパイア・オーダシティ (Empire Audacity)」と改名された。

### 構造
1941年1月下旬からブレイス造船会社で護衛空母へと改装され、6月20日に就役した。イギリス海軍が保有していた正規空母は最前線の任務に必要であり、シーレーン防衛用に商船改造空母を投入することにしたのである。短期間で就役させるために上部構造物を撤去し、飛行甲板を張っただけという改造を施した。アイランド型の艦橋はおろかエレベーターと格納庫も無いフラッシュデッキ型の小型空母であり、航海中でさえ艦上機は飛行甲板上に露天で置かれた。整備員の苦労は並大抵ではなく、夜間や悪天候下で濡れた飛行甲板での作業は困難を極めた。発艦時は、人力で全艦上機を艦尾に移動する必要があった。最初の機の離艦距離は300フィート（約93メートル）であった。逆に着艦時は着艦索で機体を止めなければ僚機に激突するという、強引な運用方法であった。
本艦が搭載した航空機は、アメリカ海軍が採用していたF4F グラマン・ワイルドキャット戦闘機で、イギリスではマートレットと呼ばれた。
フランス海軍の空母「ベアルン」やジョッフル級航空母艦に搭載するため製造されたワイルドキャットのフランス海軍航空隊仕様だが、独仏休戦協定とヴィシー政権樹立により宙に浮いた機体を、イギリスが取得して艦隊航空隊に配備したもの。「オーダシティ」に配備されたのは、第802飛行隊のマートレット6機であった。マートレットは、ドイツ空軍が運用していた哨戒爆撃機Fw 200（フォッケウルフFw 200 C コンドル）迎撃と、対潜哨戒の二つの任務をこなすことになった。1941年前半にはドイツ海軍の戦艦や巡洋艦が潜水艦と協力して大西洋の通商破壊作戦を実施していたが、同年5月のライン演習作戦でドイツ戦艦「ビスマルク」が包囲されて撃沈され、補給艦も狩りたてられたことで、大西洋における水上艦艇の通商破壊作戦は終了した。

### 戦歴
第802飛行隊（マートレット6機、搭乗員8名）を載せた「オーダシティ」最初の出撃は9月であった。同年9月13日で、クライド湾を出撃した「オーダシティ」は、翌14日にジブラルタル行きのOG74船団と合流、船団を護衛して27日にジブラルタルに到着した。OG74船団の護衛艦艇は、本艦以外はスループ1隻とフラワー級コルベット5隻しかいなかった。「U-124」や「U-201」などの襲撃で輸送船数隻、FW200の爆撃で輸送船1隻を失ったが、輸送船27隻中22隻がジブラルタルに到達し、成功裡に終わった。「オーダシティ」のマートレットはUボートの活動を制限し、また9月21日にFw200コンドルを1機撃墜、護衛空母の有効性を示した。
今度はイギリス行きのHG74船団を護衛して10月2日にジブラルタルを出港し、10月17日にクライド湾に着いた。「オーダシティ」のマートレットは第40爆撃航空団のFW200を的確に迎撃した。悪天候下、着艦に失敗したマートレット1機が失われた（パイロットは救助された）。
1941年10月29日、「オーダシティ」は再び出撃した。今回もジブラルタル行きの船団、OG76船団を護衛する。11月8日、Fw200コンドル2機撃墜と引き換えにマートレット1機（第802飛行隊指揮官、ジョン・ウィンツァー少佐）を喪失した。11月11日、OG76船団は無傷でジブラルタルに到着した。
続いて、「オーダシティ」は12月14日にジブラルタルより出航したHG76船団（船団長サー・レイモンド・フィッツモリス提督〈Vice-admiral〉、貨物船スピロ号）を駆逐艦やスループ、コルベットと共に護衛する。これらの護衛艦艇は第36護衛グループに所属し、フレデリック・ジョン・ウォーカー中佐が指揮していた。「オーダシティ」の第802飛行隊（指揮官ドナルド・ギブソン少佐）はマートレット4機に減少していた。哨戒はせず、敵襲時のみ発艦することとされた。船団出発後、陸上基地より発進したソードフィッシュが船団針路上で待ち伏せしていたUボートを発見して爆雷攻撃をおこない、護衛艦艇は警戒を強めた。
大西洋に出ると、HG76船団の護衛航空戦力は「オーダシティ」のマートレットだけになった。
16日、「オーダシティ」のマートレットは浮上したドイツ潜水艦「U131」を発見し、通報する。「U131」は潜航したが爆雷攻撃を受け浮上した。マートレットが「U131」を銃撃しようとしたが、対空砲火により1機が撃墜されパイロット（G・R・P・フレッチャー中尉）は戦死した。「U131」も護衛艦艇の攻撃を受けて沈没し、ドイツ乗組員は駆逐艦に救助されて捕虜となった。
12月18日夜明け、HG76船団を追跡していたドイツ潜水艦「U-434」（ウォルフガング・ハイデ艦長）を護衛艦が発見して撃沈し、ハイデ艦長らは救助されて捕虜となった。同18日午前中、2機のFw200が現れ、マートレットが撃退する。この後、払暁と日没にマートレットを飛ばすことになった。HG76船団はドイツ潜水艦「U-574」に襲撃されて供与駆逐艦「スタンリー」が轟沈したが、U-574も護衛艦「ストーク」（ウォーカー中佐旗艦）の対潜攻撃と体当たりにより沈没した。他に輸送船1隻がドイツ潜水艦「U-108」の雷撃で沈没した。「オーダシティ」は、マートレットによるFW200の迎撃と対潜哨戒の両任務をこなし続けた。12月19日、エリック・ブラウン中尉がFw200を撃墜した。
この頃、HG76船団に派遣されていた駆逐艦は全艦帰投しており、ウォーカー中佐の指揮下には低速のコルベットが残されていた。中佐は「彼ら（Uボート）を近づけまいとするオーダシティ英雄的努力にもかかわらず、Uボートの網は不快なほど狭まってきた」と回想している。デーニッツ提督（潜水艦隊司令長官）の命令により、潜水艦3隻（U71、U751、U567）がHG76船団攻撃に加わった。
12月21日、払暁の哨戒機が2隻並んでいる潜水艦を発見して機銃掃射を行った。この潜水艦は捕捉できず、第36護衛部隊の指揮官ウォーカー中佐は、戦闘中のように見せかけ、その隙に船団を退避させるという作戦を実行に移した。ウォーカーの命令により随伴するコルベットがいなくなった「オーダシティ」はコルベット1隻を要求したが、ウォーカー中佐は拒否した。中佐の手元にはコルベット数隻しかなく、船団直衛に手いっぱいで余裕がなかったのである。
夜、ウォーカー中佐の作戦が開始されたが、スノー・フレイク（照明弾）が打ち上げられたのでUボート側に有利な襲撃状況を与えてしまい、船団最後尾にいた貨物船「アナヴォアー」がドイツ潜水艦「U-567」に撃沈された。この時、「オーダシティ」は船団の右前方を航行していた。HG76船団は日没と共に左方向への針路変更を開始しており、ウォーカー中佐は「Uボートは船団右側から来るだろうから、船団の左側に行くほうが好ましい」と忠告した。ところが「オーダシティ」は単艦で船団右方向に離れていった。
ちょうど船団が照明弾を打ち上げたので、浮上航行中のドイツ潜水艦「U-751」（ゲルハルド・ビカルク艦長）は単艦航行中の「オーダシティ」を容易に発見することが出来た。U-751の発射した魚雷が「オーダシティ」の左舷後部に命中し、機関室に浸水した護衛空母は航行不能となった。U-751は「オーダシティ」に接近して更に魚雷2本を命中させる。「オーダシティ」は間もなく沈没した。「オーダシティ」艦長マケンドリックは気絶して漂流しているところを発見され、救助が試みられたものの失敗した。第802飛行隊の生存者は5名で、エリック・ブラウン中尉も含まれている。
本艦沈没後、ウォーカー中佐はコルベット艦「マリゴールド」と「コンヴォルヴァラス」に護衛空母の救援を命じたが、「マリゴールド」は船団左舷側のUボートを攻撃していた。また船団右側でコルベット艦「サンファイア」がUボートを約二時間にわたって攻撃し、次に船団左側でコルベット艦「デトフォード」がUボートに激しい攻撃を加えた。
ナチス・ドイツは「オーダシティ」の存在を知らなかったので、ドイツ軍総司令部は12月22日に「ビカルク中尉の指揮するUボートによりフォーミダブル型航空母艦（イラストリアス級空母）を撃沈した」と特別発表した。つづいて24日に「ビカルク艦長が撃沈したのは、イギリスの最新鋭空母（報道によっては水上機母艦）ユニコーンだった」と訂正発表する。のちにU-751のビカルク艦長は騎士鉄十字章を授与された。
「オーダシティ」の搭載機（第802飛行隊）は、OG74船団護衛中の9月21日、OG76船団護衛中の11月8日とHG76船団護衛中の12月19日にFw200を撃墜していることが確実である。同部隊のエリック・ブラウン中尉は「オーダシティ」乗艦中の功績が評価され、殊勲十字章を授与された。「オーダシティ」は短い生涯ではあったが、シーレーン防衛と対潜戦における護衛空母の有効性を証明した。イギリス海軍は独自に商船改造護衛空母を建造したり、アメリカ海軍から護衛空母の供与を受ける。それと並行して、貨客船やタンカーを簡易空母（補助空母）に改造したMACシップの建造もおこなった。

### 注
1. ↑  イギリス海軍は第一次世界大戦で商船を航空母艦に改造した「アーガス」を就役させており、同艦は格納庫とエレベーターを備え、搭載航空機を艦内に収容する[14]。近代的空母の先駆である[15]。
2. ↑  足のないアマツバメというデザインで、数多くの伝説を持ち、紋章に多用されている。
3. ↑  第802飛行隊は、イギリス海軍の艦隊航空隊において初めてマートレットを受領した部隊である[19]。
4. ↑  民間旅客機を改造した長距離哨戒機で、250キロ爆弾4発を搭載、爆撃とUボートの誘導をおこなう[20]。フランスのボルドー・メリニャック基地に配備された第40爆撃航空団が運用したが、一日に6～8機しか出動させられなかった[20]。
5. ↑  シャルンホルスト級戦艦（ベルリン作戦）、アドミラル・ヒッパー級重巡洋艦（ノルトゼートゥーア作戦）、ポケット戦艦（重巡）シェーア、仮装巡洋艦（補助巡洋艦）数隻[22]。
6. ↑  9月17日にジブラルタルを出発してリヴァプールに向かったHG73船団は、CAMシップ（Fighter catapult ship)
「スプリングパブ」がついているだけだった。枢軸潜水艦の襲撃で9隻を撃沈されている[26]。
7. ↑  U567艦長エンゲルベルト・エントラス中尉は、U47（ギュンター・プリーン艦長）乗組員として戦艦「ロイヤル・オーク」撃沈にも寄与した[47]、Uボートエースであった。
8. ↑  この戦闘でU-567が沈没して全乗組員が戦死する。「オーダシティ」の沈没に、U-567が関与した可能性もある。
9. ↑  【同盟ベルリン廿二日發】[51]　△獨軍司令部廿二日特別發表＝大西洋に作戰中であつたビガルク中尉指揮の獨潜水艦は英航空母艦一隻に魚雷を命中せしめこれを撃沈した、尚右航空母艦はフォーミダブル型（二三〇〇〇噸）とみられる、目下英海軍は同型航空母艦五隻を有しづれも一九三九年の建造でその撃沈によりその中の一隻を失つたやうである（記事おわり）
10. ↑  ベルリン【一二・二四】[53]　獨軍司令部廿四日發表（中略）(一)ビガルク艇長指揮下の獨潜水艦に依りさきに撃沈にされた英航空母艦は水上機母艦ユニコーン號（噸數不明）である事が判明したしかしてユニコーン號は大戰開始後に就役した最新式飛行艇搭載艦である（記事おわり）
11. ↑  【ベルリン廿四日發トランス】[54]　數日前ドイツ潜水艦が撃沈した英航空母艦はユニコーン號であることが判明した　ユニコーン號は一萬四千七百五十噸、速力廿四節の最新型航空母艦で十一,四サンチ砲八門、四サンチ高角砲十六門、十四.七サンチ砲四門を備へ、搭載機數は廿七、海軍航空部隊の補給修理艦として活躍してゐたものである（記事おわり）
12. ↑  本艦以降のイギリス護衛空母は、エレベーターと格納庫を有する[58]。アメリカ海軍の護衛空母は、エレベーターと格納庫に加えてカタパルトも装備している[58]。

## 参考書籍
- 小野塚一郎「特TL型船建造史 -戦時計畫造船私史のうち-」『船舶』第21巻第3号、天然社、1948年3月、86・96-100頁。
- 瀬名堯彦『イギリス海軍の護衛空母　船団護衛に長けた商船改造の空母』潮書房光人新社、2019年、ISBN 978-4-7698-3117-4
- 「世界の艦船増刊第71集　イギリス航空母艦史」(海人社)
- バレット・ティルマン「英海軍航空隊　fleet air arm」『第二次大戦のワイルドキャットエース』岩重多四郎 訳、株式会社大日本絵画〈オスプレイ・ミリタリー・シリーズ〔世界の戦闘機エース8〕〉、2001年3月。ISBN 4-499-22742-9。
- 福井静夫 著、阿部安雄、戸高一成 編『福井静夫著作集 ― 軍艦七十五年回想　第三巻 世界空母物語』光人社、1993年3月。ISBN 4-7698-0609-4。
- レオンス・ペイヤール、長塚隆二（訳）『大西洋戦争　上　1939～42年、絶頂期のドイツ海軍』早川書房、1981年
- カーユス・ベッカー「第4部　地中海の戦い」『呪われた海　ドイツ海軍戦闘記録』フジ出版社、1973年7月。
- ドナルド・マッキンタイア「(5)船団に対する攻撃の続行　大西洋 ― 第三段階」『海戦　― 連合軍対ヒトラー ―』関野英夫、福島勉  訳、早川書房、1983年7月。
- ドナルド・マッキンタイヤー『空母　日米機動部隊の激突』寺井義守 訳、株式会社サンケイ出版〈第二次世界大戦文庫23〉、1985年10月。ISBN 4-383-02415-7。
- Martin Brice, Axis Blockade Runners of World War II, B. T. Bastsford, 1981, ISBN 0-7134-2686-1
- David Hobbs, Royal Navy Escort Carriers, Maritime Books, 2003, ISBN 0907771998
- Chris Goss, Fw 200 Condor Units of World War 2, Bloomsbury Publishing, 2016

- アジア歴史資料センター（公式）
  - 『同盟旬報第5巻第36号（通号163号）（同盟通信社）』1942年1月。Ref.M23070032600。